# Cal Barreres (l'Arboç)
Cal Barreres és una casa del municipi de l'Arboç protegida com a bé cultural d'interès local.

## Descripció
És una casa de gran llargada i consta de tres plantes. Els baixos presenten quatre portalades d'arc mixtilini: la principal és emmarcada per dues pilastres adossades a la paret. El pis noble presenta tres finestres quadrangulars amb base i trencaaigües de pedra i uns porticons de fusta. Damunt la porta principal, en comptes d'una finestra, hi ha una balconada amb barana de ferro forjat, però malgrat tot la decoració és la mateixa. L'última planta té quatre finestres d'arc conopial sostinguts per unes mènsules decorades alternativament amb un rostre humà o amb un lleó que sosté un escut amb dos arbres.

## Història
Un dels seus propietaris fou Juan Domingo. Hi ha documents a la casa que daten de 1814 en els quals s'atorga al propietari el títol d'administrador del correu de la vila.